# Darren E. Burrows
Darren E. Burrows (12 de setembre de 1966, Winfield, Kansas) és un actor estatunidenc, fill del també actor Billy Drago. És conegut principalment pel seu paper d'Ed Chigliak a la sèrie de televisió a Northern Exposure (1990-1995).

## Filmografia principal
- 1989: 976-EVIL: Jeff
- 1989: Casualties of War: Cherry
- 1990-1995: Northern Exposure (sèrie de televisió): Ed Chigliak
- 1990: Cry-Baby: Milton Hackett
- 1990:Curs del '99 (Class of 1999): Sonny
- 1996: The Siege at Ruby Ridge (TV): Kevin Harris
- 1997: Naked in the Cold Sun: Allard
- 1997: Amistad: Tinent Meade
- 1998: Terra de cowboys: Billy Harte
- 1999: Natural Selection: Glenn
- 2000: Morning: Emmanuel
- 2000: Sunset Strip: Bobby
- 2001: Lady in the Box: Jerry Holway
- 2002: Never Get Outta the Boat: Franky
- 2005: Forty Shades of Blue: Michael